# Nathan Drake
Nathan "Nate" Drake (geboren als Nathan Morgan) is de protagonist in de computerspellenreeks Uncharted, ontwikkeld door Naughty Dog. Hij komt voor in vijf van de zes spellen: Uncharted: Drake's Fortune, Uncharted 2: Among Thieves, Uncharted 3: Drake's Deception, Uncharted: Golden Abyss en Uncharted 4: A Thief's End. Zijn stem wordt ingesproken door Nolan North, die tijdens de ontwikkeling van de spellen veel inspraak kreeg in het toevoegen van segmenten tijdens dialogen. Drake is schattenjager.
Drake's voorkomen en persoonlijkheid zijn gebaseerd op waaghals Johnny Knoxville, acteur Harrison Ford en helden uit pulpmagazines, novels en films. Het karakter draagt een jeans en een T-shirt. Hij heeft een sterke eigen wil en maakt vaak grappen. Men vergelijkt het karakter van Drake met andere protagonisten uit computerspellen en films zoals Lara Croft en Indiana Jones.

## Biografie
In Uncharted 3: Drake's Deception trouwt Drake met Elena Fisher. Na de gebeurtenissen in Uncharted 4: A Thief's End blijkt Drake inmiddels een dochter te hebben, genaamd Cassie Drake. Drake heeft daarnaast ook nog een broer, Samuel Drake.
Drake is er sinds zijn kindertijd van overtuigd dat hij afstamt van de beruchte Engelse ontdekkingsreiziger Sir Francis Drake, daarom liet hij zijn familienaam aanpassen.
Nathan Drake is professioneel schattenjager, waardoor hij zich vaak in gevaarlijke situaties bevindt. Om schatten te vinden, is Drake ook bereid om in het illegale te opereren. Zo brak hij reeds in in een zwaarbeveiligd museum om een artefact te stelen dat leidt naar een veel grotere schat. Na zijn carrière als schattenjager wordt hij uiteindelijk eigenaar van het delfbedrijf Jameson Marine Inc, nadat zijn vrouw Elena hem bij wijze van verrassing het bedrijf kocht.

## Attributen

### Persoonlijkheid
Drake heeft een complexe persoonlijkheid, aangezien zijn ontwikkelaars hem niet wilden portretteren als een karikatuur. De persoonlijkheid van Drake wordt uitgewerkt via dialogen tijdens het spelen van de games, in interactie met andere karakters. Drake reageert op gebeurtenissen via een menselijke manier, waarbij hij vaak commentaar geeft of klaagt over het absurde karakter van de situatie. Daarnaast maakt hij ook vaak sarcastische kwinkslagen en beschimpingen over vijanden.
Drake is een autodidact in geschiedenis en exotische talen, onder andere daaruit blijkt zijn bovengemiddelde intelligentie. Matt Casamassina van IGN stelt dat de interacties tijdens het videospel een inkijk geven in het innerlijk van Drake. De interacties zijn volgens hem ludiek en amusant om te volgen, maar ze tonen ook aan dat Nate zich bewust is van hoe absurd de netelige situaties zijn waarin hij zich bevindt. Drake is impulsief en gooit eruit wat hij denkt, daardoor komen zijn gedachten en reacties vaak overeen met die van de spelers. De stemacteur van Nathan Drake, North, kreeg de uitdrukkelijke instructie om een deel van zijn eigen persoonlijkheid aan het karakter te geven.

### Uiterlijk
Nathan Drake heeft bruin haar en blauwe ogen. Hij is conditioneel bovengemiddeld fit, maar niet uitzonderlijk gespierd. Dit werd opzettelijk gedaan om niet te vervallen in het stereotype van de bovenmenselijke avonturier. Het uiterlijk van Drake werd in Uncharted 2: Among Thieves licht aangepast. Zo was Drake in de eerste game magerder dan aanvankelijk de bedoeling was. Daarom heeft Naughty Dog hem wat zwaarder gemaakt in de vervolggame.
In de eerste game droeg Drake een eenvoudig wit shirt met een blauwe jeansbroek en een wapenholster op zijn zij. In de vervolggame draagt Drake een bruine henley. Hij werd opzettelijk eenvoudig aangekleed om de impressie te wekken dat Drake een down to earth persoonlijkheid is.

## Ontvangst
Nathan Drake heeft als protagonist voornamelijk positieve reviews ontvangen, waarvan velen zich focussen op zijn aangename karakter. Tom Cross van Gamasutra noemt Drake een "lovable jerk" en de perfecte karikatuur van een schurk. Stephen Totilo van Kotaku merkt op dat Drake een attitude heeft zonder een rotzak te zijn en dat dit hem eerder charmant dan vervelend maakt Empire heeft Nathan Drake in 2013 opgenomen in de top vijftig van beste computerspelpersoonlijkheden ooit, waarbij hij op een 22ste plaats terecht kwam. Nathan Drake wordt ook vaak gezien als een mascotte van PlayStation, aangezien de succesvolle Uncharted-reeks exclusief gemaakt is voor PlayStation.
De fysieke aantrekkelijkheid van Drake krijgt ook veel aandacht in de recensies. Drake wordt beschreven als dromerig, aantrekkelijk en charismatisch Drake wordt gezien als een mannelijk karakter dat aantrekkelijk is zonder daarbij de mannelijkheid te overdrijven.
De sterke verkoopcijfers van de Uncharted-serie en de groeiende identificatie van Drake met de PlayStation 3-console hebben ertoe geleid dat hij de facto een mascotte is geworden voor de PlayStation 3.